# Eric Havelock
Eric Alfred Havelock (3 giugno 1903 – 4 aprile 1988) è stato un filologo classico inglese.

## Biografia
Visse prevalentemente in Canada e negli Stati Uniti. Fu professore all'Università di Toronto e un attivista nell'ambiente accademico del movimento socialista canadese durante gli anni trenta. Negli anni sessanta e settanta insegnò nel dipartimento di studi classici sia di Harvard che di Yale. Benché si sia formato all'ombra della tradizione degli studi classici di Oxbridge, che vedeva nella storia della filosofia greca una catena ininterrotta di idee tra loro affini, Havelock ruppe radicalmente con i suoi maestri e propose un nuovo modello di lettura del mondo classico, basata su una marcata differenza tra, da una parte, la letteratura del VI e del V secolo a.C., e, dall'altra, quella del IV e dei successivi secoli.
L'opera di Havelock si fonda essenzialmente su questo presupposto: che tutto il pensiero occidentale sia connotato dalla profonda frattura consumatasi nel momento in cui la filosofia greca convertì la sapienza orale arcaica in nuove forme letterarie. Quest'idea è molto controversa negli studi classici ed è stata completamente rigettata da molti dei filologi e classicisti contemporanei ad Havelock. Ciononostante la lettura del mondo greco di Havelock ha avuto una notevole influenza tanto negli studi classici quanto in altre discipline. Essa contribuì, per esempio, alla costruzione delle teorie sulla comunicazione di massa di Harold Innis e Marshall McLuhan. Gli studi di Havelock, in Italia, furono proseguiti soprattutto da Antonio Capizzi e Bruno Gentili.

## Opere
- Eric A. Havelock, Cultura orale e civiltà della scrittura, Roma-Bari, Laterza, 1973  [1963].
- Eric Havelock,Origin of Western Literacy, Ontario Institute for Studies in Education, Ontario, 1976
- Eric Havelock, Dike La Nascita della Coscienza, Laterza, 1981